# アイアンキング
『アイアンキング』は、1972年10月8日から1973年4月8日まで毎週日曜日19：00 - 19：30に、TBS系で放送された宣弘社製作の特撮テレビ番組（全26話）、および作品中に登場する変身ヒーローの名称である。1958年2月から続くTBS・日曜の『タケダアワー』17作目である。
現在、過去のテレビ放送を録画していたなど以外で見る方法については#映像ソフト化を参照。なおインターネットを利用した動画配信については、Amazon Prime Video内で他企業が運営する配信チャンネル「マイヒーロー」で行われているので、Amazon Primeとは別途に契約・課金すれば可能。

## ストーリー
かつて大和朝廷に滅ぼされた少数民族の末裔・不知火一族が、日本の現体制を転覆させるべく巨大ロボットを操り、破壊活動を開始した。この危機に際し、国家警備機構は腕利きだが当局上層部の意向に逆らいがちなエージェント・静弦太郎と、彼のサポート役として霧島五郎を不知火一族の討伐に向かわせる。
五郎は普段、ドジでマヌケで暇さえあれば水をガブガブ飲んでいるが、その正体は国家警備機構の津島博士が極秘裏に開発したサイボーグであり、水を動力源とする巨大戦士・アイアンキングへの変身能力を持っていた。五郎は弦太郎が危機に瀕した時には変身して助太刀するが、弦太郎は五郎がアイアンキングであることを知る由もない。
弦太郎と五郎はさまざまな人々との出会いと別れを繰り返しながら戦いの旅を続けた末に不知火一族を倒し、さらに怪獣型ロボットを操るテロ組織・独立幻野党や、宇虫人（昆虫型宇宙人）タイタニアンとの戦いに身を投じてゆく。

## 特徴
前々番組『シルバー仮面』に続き、宣弘社が制作した特撮ヒーロー番組である。『シルバー仮面』を担当した佐々木守が本作品にも参加し、全話の脚本を執筆した。実制作も『シルバー仮面』と同様に日本現代企画が担当した。
『シルバー仮面』がヒーロー番組としては重い内容であった反省から、本作品では弦太郎と五郎の能天気な凸凹コンビの珍道中を基本とし、コミカルなやりとりや軽快なアクションが志向されたが、敵組織に「権力闘争に敗れた反体制派」が存在したり、多くの人を守るためには1人の命を犠牲にするのもやむなしという、反権力的な立ち位置の佐々木らしい「権力（弦太郎は国家公務員である）の非情さ」など、その世界観は特撮ヒーロー番組としては異彩を放っている。また、佐々木は「主人公と組織の距離が近いと怪獣（＝事態）に対するリアクションや台詞回しなども組織の一員としての紋切り型なものが多くなってしまい、演じる役者もつまらないだろうと思ったので、主人公側は組織から極力遠ざける設定にした」と後年に述懐している。敵は佐々木が唱えていた「日本原住民」の思想がかなり反映されており、佐々木の反天皇制の思想もストーリーに組み込まれている部分もある。
主演を務めたのは放映当時、歌手・俳優としてアイドル的な人気を誇っていた石橋正次と、吉永小百合の相手役として数々の日活作品で活躍した浜田光夫という、ヒーロー番組としては異色かつ豪華な組み合わせである。石橋は本作品以前に『君たちは魚だ』（1972年4 - 8月放映）への出演で佐々木脚本とは縁があり、「オファーがあった時は『ヒーローものなんて…』と思ったが、脚本を佐々木さんが書くと聞いたので出演した」と後年に述懐している。また、「佐々木が全話を担当すること」を出演の条件としたとされる。
浜田と佐々木は1970年に佐々木の作品であるテレビドラマ『お荷物小荷物』に出演して以来の交友があり、石橋は「経験豊富な浜田さんが共演者だったから、自分はのびのびやれた」と語っている。
この他本作品は夏純子、大川栄子、岡崎友紀、坂口良子など、当時の人気女優や女性アイドルがゲスト出演しているのも特徴である。これについて宣弘社社長の小林利雄は「かなり話題にはなったものの、製作会社としては逆に辛かった」と述べている。
田村はそれまではスポットでの監督参加が多かったが、本作品で初めてパイロットを務めた。これについて、田村は『シルバー仮面大全』では佐々木守に全話執筆を依頼する代わりに要望された旨を述べているが、『宣弘社フォトニクル』では『シルバー仮面』での働きを橋本洋二に認められたためとしている。
本作品はいわゆる変身ヒーローものらしからぬ雰囲気を多数持っているが、特撮ヒーロー番組の爛熟期を迎えていたことから、類似作品との区別を図り、他にも多くのパターン破りを行なっている。その最も象徴的な一例が、「物語の主人公は番組タイトルのヒーロー・アイアンキング（霧島五郎）ではなく静弦太郎である」というもので、この「ヒーローは主人公のピンチを救う相棒、しかも主人公は相棒の真の姿を知らない」という設定は、本作品と同じ宣弘社製作、タケダアワー枠のヒット作『隠密剣士』における「秋草新太郎（主人公）と霧の頓兵衛（相棒）」の関係をヒントにしている。
アイアンキングには「水をエネルギー源としているが、その消耗が激しいために活動時間が短い」という弱点が設定されており、設定上の活動可能時間は1分間である。このため、シリーズ序盤（特に第1話から第10話までの不知火一族編）では、弦太郎の助っ人として登場したはずのアイアンキングが逆にピンチに追い込まれてしまい、弦太郎の反撃によってひとまずその場を凌ぎつつ、再戦時に弦太郎とともに敵組織の怪獣やロボットを撃退するという展開が多く見られた。これは視聴者に生身のヒーローという親近感を持ってもらうことや、「1回の放送でアイアンキングを2回登場させることにより、見どころの多さをアピールする」という効果を考えての設定であり、第15話までは敵にとどめを刺すのは必ず弦太郎だった。
第16話のトラギラス戦では、戦闘中に弦太郎が気絶してしまったため、初めてアイアンキングが単独で敵を倒している。これ以降は「弦太郎とアイアンキングが互いに支援しながら敵と戦うが、最後に敵怪獣やロボットを倒すのはアイアンキングの役目」という特撮変身ヒーロー番組の王道的なストーリー展開も多く取り入れられた。ただし、アイアンキング自身については劇中で「新しい必殺技を習得した」あるいは「強化改造を受けた」などの明確な描写が特になく、唐突に新しい光線技を駆使するなどして感覚的にパワーアップを示唆するにとどまっていた。また、「主人公のピンチを救う相棒」という設定は始終一貫していた。
擬斗を担当した高倉英二は、アクションについて『シルバー仮面』でのノウハウを活かしつつ、石橋が新国劇出身であったことから時代劇の要素を取り入れており、「不知火族編」では特にその要素が強い。
前々番組の『シルバー仮面』から続くフジテレビ系列の裏番組『ミラーマン』との視聴率争いでは、初回が『ミラーマン』開始以後のタケダアワーの視聴率で最も高い12.7%を記録し、第5話では『ミラーマン』の13.4%に対して本作品が16.1%で逆転した。しかし、『ミラーマン』の後番組として開始されたロボットアニメ『マジンガーZ』が、第1話で本作品を上回る16.8%を記録、更に第10話以降は20%台に至り、本作品は大きく引き離される結果となった。

## 登場人物

### 国家警備機構
静 弦太郎（）
主人公。設定年齢23歳。国家警備機構の「密使」と呼ばれる凄腕のエージェントで、黒のテンガロン・ハットにウエスタン風の服装がトレードマーク。アイアンベルトという鞭や剣のように変形する武器を駆使して、たとえ巨大なロボット相手でも臆することなく立ち向かい、その抜群の運動能力で巨大怪獣やロボットを倒す実力がある。
普段は陽気で人懐こく美人に弱い若者だが、「日本転覆をたくらんでいる組織の壊滅」という任務のために、時には大を救うために小を犠牲にせざるを得ないことを理解しており、内心では葛藤しつつも露悪的に振る舞ったり、非情な判断も辞さない。周りを利用したり切り捨てるだけでなく、有事の際に個人的心情を優先したり、現実から目を逸らしたきれいごと、非合理的な行為には嫌悪感を見せている。そのため、劇中登場人物には血も涙もない人間と誤解されがちであるが、自分の生命をも顧みないで戦うことも度々あった。
アイアンキングについての情報は与えられていたが、最終回までその正体が相棒の五郎だとは想像もしていなかった。全話を通じてギターをつま弾きながら歌うシーンがたびたびあり、童謡や歌謡曲などバリエーションに富んでいた。
設定では、津島研究所の前に捨てられていた孤児であり、置手紙によると父の名は弦之助、母の名は小枝という。
霧島 五郎（）
国家警備機構の一員で、登山家風の格好をしたサングラス着用の青年。設定年齢28歳。弦太郎を身近でサポートするべく派遣された。劇中では語られていないが、設定では「登山中の落雷事故で死亡したが、津島博士によって体内にコンピューターを埋め込まれて蘇り、アイアンキングに変身する能力を与えられた」とされており、当時の小学館の学年別学習雑誌の記事など、掲載誌で解説されていた。
弦太郎とは対照的にドジで間抜けな三枚目だが妙に馬が合い、弦太郎のことを「弦の字」の愛称で呼ぶ。初期は敵に囲まれてもほとんど活躍しなかったが、物語が進むにつれて戦う場面も増え、道中で迫り来る敵組織の軍勢を前に2人で掛け合い話を繰り広げつつ丁々発止で切り結ぶ様子が散見された。しかし、たまにドジを踏んで弦太郎を困らせることもある。人情家でお人好しのため、弦太郎の非情すぎる判断を躊躇なく非難することもあるが、その判断で周囲に敬遠された彼をフォローすることもあり、心中を察していないわけではない。
弦太郎はもちろん、国家警備機構の関係者でも五郎がアイアンキングであることを知る者は少ない。ただし五郎自身は、弦太郎の前で時折自分がアイアンキングだと示唆する言葉はこぼしている。アイアンキングから五郎の姿に戻った際には、ことあるごとにエネルギー源の水をガブガブ飲んでいる。第4話ではジュースやコーラ、第19話では雪を、第20話では水を飲む代わりにツララをしゃぶっており、水分であれば水そのものでなくてもエネルギー源となる。ただし、第3話では海水を飲んでしまい、「海水飲んだら喉が痛いよ〜」とのたうち回る。
武器として、光線銃・キュロットガンを使用する。
- 名前や「登山中に遭難し、その後変身能力を得る」という設定などは、市川森一による『シルバー仮面』の初期プロット『大仮面』の主人公・真山五郎/大仮面から引き継いでいる。

藤森 典子（）
第19話から登場。本部へほとんど帰還せず、報告もしてこない弦太郎と五郎に怒った国家警備機構がお目付け役として派遣した。優秀だが真面目過ぎて融通の利かない性格で、任務以外ではお調子者の2人に振り回され、「テンコ」というあだ名までつけられてしまう。
その都度「あなたたちはそれでも国家警備機構の隊員なの!?」と一喝する描写が見られた。
第20話で村人たちの正体（タイタニアン）を暴くためにスペクトルグラスというアイテムを使用、弦太郎や五郎も典子から渡され使用している。
津島博士（）
国家警備機構の科学者で、天涯孤独の身だった弦太郎の義親にして恩師。そして、五郎をアイアンキングとして蘇生させた人物である。

### 不知火一族
第1話から第10話まで登場。頭領・不知火太郎を首領とする、2千年前（古事記・日本書紀の記述に従えば、垂仁天皇治世のころ）に大和朝廷に征服されて歴史から抹消された日本の先住民族の末裔たち。全員が黒で統一されたヘルメットと衣装をまとっている。
現代の日本政府を「大和政権」と呼び、先祖代々の怨念を晴らすため、太郎の指揮する実働部隊「不知火十人衆」が炎の形をしたコントローラー「不知火バッヂ」で各自の巨人型ロボットを操作し、体制打倒を目指したテロ活動を行なう。不知火バッヂを破壊されるとロボット本体が機能停止して自爆してしまうことが多く、これが原因で弦太郎に倒された者も多い。
活動拠点は鷲の巣山の祠に隠されており、付近の村民の中にも不知火族はいるが、村民全体が同族というわけではない。弦太郎と五郎はこれを割り出す任務も担っている。
不知火 太郎（）
不気味な服装を身にまとった不知火十人衆の長。二刀流の剣の達人で、「馬鹿め！」を口癖とする。
高村 ゆき子（）
第1話から第6話まで登場。不知火一族との戦いに巻き込まれた高山植物の研究者と称し、弦太郎や五郎と一緒に旅することになった。弦太郎や五郎らに協力する一方で微妙な不審さも、初期段階から示唆されていた。
「不知火十番目の影」としての正体は不知火一族でも知る者は少ない。時に人質として一族に接近して情報を流すが、しだいに弦太郎に惹かれていく。
当初は、不知火一族最後の刺客として巨大ロボットを操って弦太郎と五郎に戦いを挑む予定で、武神の埴輪をモチーフとした専用ロボットのデザイン画も描かれていた。しかし、演じた森川が撮影中の事故で火が髪や衣装に燃え移ったことによる恐怖心から「これ以上続けたくない」と直訴したために製作側がやむなく降板を認め、ゆき子が戦うエピソードは変更せざるを得なくなった。
雑誌『小学二年生』に連載された漫画版では、ゆき子がゴールドファイアーに変身して戦うという展開になっている。
不知火十人衆
ゆき子以外は順一郎から順九郎の名で呼ばれ、各々にロボットが与えられている。付近の村民から、市長に至るまで周囲に網を張り巡らせていた。コスチュームのラインの色はそれぞれ異なっている。

### 独立幻野党
第10話から第18話まで登場。不知火族の壊滅直後に現れた「幻兵団」の別名を持つ革命集団で、頭にターバンを巻いて曲刀を持つなど、僧兵風ともアラビア風ともつかない無国籍調の服装を身にまとっている。
幻の月光を党首とする「幻十二人衆」が中核メンバー。不知火族との関係は不明であるが、やはり日本の体制を「大和政権」と呼び、ドクロの形をしたコントローラー「髑髏バッヂ」で怪獣型ロボット「鋼鉄の同志」を操り、理想国家を打ち立てるために革命を目指してテロ活動を行い、体制転覆を図る。弦太郎によれば、女性は参加させない方針らしい。
速やかに作戦行動に移す実行力と戦略性を持ち、東京など都会への進攻は多い。日本政府の国際社会での信用を落とそうと、要人を狙った作戦も展開する。アイアンキングの正体が五郎であることを見破ったうえ、「第2のアイアンキング」投入の可能性さえも予期し、五郎を拷問してアイアンキングの弱点を吐かせようと試みたこともある。
幻の月光（）
独立幻野党の党首。第17話で、五郎とアイアンキングの関係に気づいた。
幻十二人衆
幻の月光直属のメンバー。睦月をはじめ、メンバー全員が陰暦月の名前になっている。リーダーである幻の月光による命令のもと、作戦部隊長として行動しながら各々が所有する怪獣ロボットを駆使し、破壊活動を行う。それぞれが色の異なるシャツを着用している。

### タイタニアン
第18話から第26話まで登場。独立幻野党壊滅直後に現れた7人組の異星人で、タイタニアン1号をリーダー格として、2号から7号が存在する。地球を植民地にするためにやってきた侵略者。
巨大化して昆虫怪獣に変身するため、宇宙人ならぬ宇虫人と名付けられており、略称として虫人も用いられる。人間の体を乗っ取り、思い通りに操る能力がある。終盤では五郎に憑依しアイアンキングを操り、都市破壊を行わせている。
メンバー全員が黒いハット、赤マント、白いマスクを着用。この形態で巨大化した後、宇虫怪獣という昆虫怪獣に変身する。
地球に前線基地を作っているが、基本はUFOのカモフラージュであるため、作戦失敗の際はUFOで逃亡する。このため、前線基地の場所は作戦毎に移動する。
基本的に人類の科学力を見下しているが、現金輸送車を襲い大量の資金を得て、科学者から高額で殺人ガスの化学式を買い取ろうとしたり、前線基地を作るために調達した10億円を使いマンションを丸ごと買い上げたりするなど、人間くさいところもみられる。アイアンキングを最も苦しめた軍団である。
タイタニアン1号
タイタニアンのリーダー。部下たちとは異なり、宇虫怪獣には変身しなかった。

## アイアンキング
国際警備機構の津島博士が製作した巨大戦闘用ロボット。登山中の落雷事故で落命し、変身用システムを組み込まれて蘇生した霧島五郎が変身する。
五郎が「アイアンショック！」という掛け声とともに一定のポーズを取ることにより変身。五郎がつねに被っている登山帽は津島博士愛用の「ターニングハット」と呼ばれるアイアンキングに変身するためのアイテムで、五郎のアクションとともに帽子についたバッジからアンテナが伸び、アンテナから発する霧状の蒸気に包まれながら巨大化し変身を完了する。
水をエネルギー源としており、活動時間はわずか1分。エネルギーの消費具合は胸と首筋と額に輝くカラータイマー状の発光器官がひとつずつ消えてゆく。具体的には活動を開始してから30秒で胸のアイアンスター、50秒で首筋のキングスター、1分を過ぎると額のショックスターが点灯し始める。ショックスターが消灯するとエネルギーを使い果たして強制的に五郎の姿に戻ってしまう。この「1分間」のタイムリミットが語られるのは不知火一族編のみであり、中盤以降は「アイアンキングの体の水分が無くなるまで」とされている。最終回前後編では、タイタニアンに操られたアイアンキングが、かなり長時間活動している。
劇中では地上で格闘戦を繰り広げることが多かったが飛行能力も有しており、第10話で弦太郎を乗せて不知火一族との決戦に挑んだほか、最終話で弦太郎をアシストするなどの活躍も見せている。
デザイン・造形
デザインを担当した池谷仙克によると、頭部はシルバー仮面と同様に西洋甲冑のデザインを継承しているが、銀色を主体とした初期デザインに対し、ボディーの色を児童受けする赤にするよう注文が付き、不本意ながら赤を取り入れたデザインにしたという。
第1話に登場する敵ロボット「バキュミラー」は当初アイアンキングのデザイン案として挙げられていたものがNGとなり、それを惜しんだ池谷が一部手直しして流用したものである。

### 能力・武器
アイアンキック
ジャンプして空中回転の後に繰り出すキック技。放つ時は専用の映像バンクが入る。アイアンキングの代表的な技であり使用頻度は高い。
書籍「玩具人生」では、唯一名称がある技と記している。
破壊光線
初使用は第7話のモンスターバード戦。中盤以降に多用された必殺技で、手から放つビーム光線。リング状に放ち、切断武器としても使用。パワーアップした最終話では両手から放った。
その他、第12話で使用した手刀型の光線など、多彩な光線を使用する。
熱光線
第18話で初使用。一定のポーズを取ってエネルギーを集中させ、辺りまで真っ赤に染めるほどの赤い光を全身から発した後、発射される熱線。一撃で怪獣ロボットを吹き飛ばす。

## スタッフ
- プロデューサー：橋本洋二（TBS） 、小林利雄
- プロデューサー補：田村正蔵、小林哲也
- 脚本：佐々木守
- 監督：田村正蔵、外山徹、福原博、枝川弘、ゆあさのりあき
- 特技監督：鈴木清、山本正孝、高野宏一
- 音楽：菊池俊輔
- 撮影：鈴木清、小川大次郎、大岡新一
- 照明：小池一三、清原昭二
- 美術：池谷仙克、桜井克彦
- 記録：小山三樹子
- 編集：小出良助
- 操演：塚本貞重
- 美粧：保坂輝子
- 助監督：安倍貞雄、小倉昭夫ほか
- 撮影助手：房前満男
- 照明助手：森谷清彦
- 制作担当：鈴木道朗
- 視覚効果：兵藤文造
- 擬斗：高倉英二、若駒冒険グループ
- 録音：日本録音センター
- 合成技術：日本エフェクトセンター
- 音響効果：石田サウンドプロ
- 衣裳：大和衣裳
- 現像：東京現像所
- 制作協力：日本現代企画
- 制作：TBS、宣弘社

## キャスト

### メインキャスト
- 静弦太郎：石橋正次
- 霧島五郎：浜田光夫
- 高村ゆき子：森川千恵子（第1 - 6話）
- 藤森典子：右京千晶　（第19 - 26話）
- 不知火太郎：堀田真三　（第1 - 10話）
- 幻の月光：村松克己　（第10 - 18話）
- タイタニアン1号の声：依田英助　（第18 - 26話）
- タイタニアン2 - 6号の声：丸山詠二　（第19 - 24話）
- アイアンキング（スーツアクター）：加藤寿、久保田鉄男
- ロボット・怪獣（スーツアクター）：永野明彦、甲斐武、伊奈貫太、車邦秀、永倉洋ほか
- 予告ナレーション：伊海田弘

### ゲスト
出典：岩佐陽一 2001, p. 104, 「アイアンキング 全GUEST CHARACTER FILE」
- 不知火順一郎：阿部希郎 （第1話）
- 順一郎が変装した老婆：田中筆子 （第1話）
- 不知火順二郎：滝波錦司 （第1・2話）
- 不知火順三郎：伊海田弘 （第1 - 3話）
- 不知火順四郎：秋元羊介 （第1・2・4話）
- 俊夫：原田仲郎（第3話）
- 不知火順五郎：花木章吾 （第5話）
- テキ屋：里見たかし （第5話）
- 不知火順六郎：久野聖四郎 （第6話）
- 不知火順七郎：飛世賛治 （第6話）
- 不知火順八郎：加藤寿[要出典] （第6・7話）
- 不知火順九郎：三浦忍[要出典] （第6 - 8話）
- 加寿子：関かをり （第7話）
- よし子：星光子 （第8話）
- よし子の兄：古川義範（第8話）
- キャンプの少女：岡崎友紀 （第9話）
- 京子：志摩みずえ （第10話）
- 幻の睦月：徳川清 （第10・11話）
- 幻の如月：峰村銀 （第10・11話）
- アッサム国の王女・カトリーヌ：テレサ野田 （第11話）
- 玲子：夏純子 （第12・13話）
- フラッシャー教授：ヘンリー・ソーレン （第12話）
- 幻の弥生：小坂生男 （第12話）
- 幻の卯月：三井恒 （第12・13話）
- 助手：杉山渥典（第12話）
- 幻の皐月：松沢勇 （第13話）
- 福永美千子：松木聖 （第14話）
- 福永博士：高杉哲平 （第14話）
- 幻の水無月：高品正弘 （第14話）
- 幻の文月：新井一夫 （第14話）
- かず子：京春上 （第15話）
- 幻の葉月：芹昌郎 （第15話）
- 江崎祥子：水沢有美 （第16話）
- 幻の長月：京極潔 （第16話）
- 堀川真琴：田代千鶴子 （第17話）
- 幻の霜月：武田正信 （第17話）
- 幻の神無月：大宮幸悦 （第17話）
- 大沢純子：大川栄子 （第18話）
- 幻の師走：江夏宏城 （第18話）
- 津島博士：伊豆肇 （第19・26話）
- 鈴木先生：伊海田弘 （第20話）
- 坂本美子：桜井マリ （第21話）
- 坂本博士：佐野哲也 （第21話）
- 山崎：島川定朗 （第22話）
- 堀口純子：坂口良子 （第23話）
- 渋沢博士：斎藤英雄 （第23話）
- 旅館の番頭：田村正蔵（第23話）
- 不動産屋：里見たかし （第24話）
- 少年：塩谷翼 （第24話）
- タイタニアン7号：声・増岡弘 （第25・26話）
- 漁師：大宮幸悦（第25話）
- 防衛隊の隊長：依田英助 （第26話）

## 主題歌
- オープニングテーマ：「アイアンキング」
- エンディングテーマ：「ひとり旅」
  - 作詞：佐々木守　作曲：菊池俊輔　歌：子門真人
  - 最終回では2番・3番の後、エンドロールの1番という順番で変則的に全４コーラスのうち３コーラスが流れた。
- オリジナル音源は、当時はアモンレコード（ディスコメイトレコードの前身）が販売権を独占していた。そのため、日本コロムビア、東芝音楽工業（現：ユニバーサル ミュージック EMI R/EMI RECORDS）、CBS・ソニー（現：ソニー・ミュージックエンタテインメント）、東宝レコードの4社はオリジナルと同じ子門の歌唱によるカバー音源を制作した。さらに子門は、放送終了後の1984年にもユピテルレコードの「ダンス教材レコード」（監修：睦哲也）でも歌唱している（演奏：ユピテル・グランド・オーケストラ）。
- 子門以外によるカバーは、ポリドール（現：ユニバーサル ミュージック）が黒沢裕一の歌唱で、テイチクが中野幹郎の歌唱で制作した。
- 「ひとり旅」の締めくくりは当初「ルルル ルルル ルルル」となるはずだったが、他社の風邪薬を連想させるため、スポンサーである武田薬品工業（タケダ）に配慮し、「ル」を「ラ」に変更した[43]。
- 本編の中でほぼ毎回、静弦太郎が歌うシーンがあった。主に唱歌・叙情歌(「山男の歌」「月の沙漠」「ゴンドラの唄」など)だが、石橋正次のシングル曲を歌うこともあった。第9回では「雪国へおいで」が、第25回、最終回では「お嫁にもらおう」が使用されている。

本作品の劇中歌リスト
| 話数 | 曲名           | 作詞                                                            | 作曲         | 劇中での歌唱者                      | 備考                       |
| ---- | -------------- | --------------------------------------------------------------- | ------------ | ----------------------------------- | -------------------------- |
| 1    | 山男の歌       | 神保信雄                                                        | 不詳         | 石橋正次、森川千恵子                |                            |
| 2    | 五木の子守唄   |                                                                 |              |                                     |                            |
| 3    | この道         | 北原白秋                                                        | 山田耕筰     | 石橋、浜田光夫、森川                |                            |
| 4    | 月の沙漠       | 加藤まさを                                                      | 佐々木すぐる | 石橋                                |                            |
| 5    | いい湯だな     | 永六輔                                                          | いずみたく   | 浜田                                |                            |
| 5    | 惜別の歌       | 島崎藤村                                                        | 藤江英輔     | 石橋                                | 中央大学学生歌             |
| 6    | ゴンドラの唄   | 吉井勇                                                          | 中山晋平     | 石橋                                |                            |
| 7    | 竹田の子守唄   | 神保信雄                                                        | 不詳         | 石橋、森川                          |                            |
| 7    | 若者たち       | 藤田敏雄                                                        | 佐藤勝       | 石橋、浜田                          |                            |
| 8    | 人生の並木路   | 佐藤惣之助                                                      | 古賀政男     | 石橋                                | 歌謡曲、ディック・ミネの曲 |
| 9    | 雪国へおいで   | 丹古晴己                                                        | 叶弦大       | 石橋                                | 石橋のシングル曲（5枚目）  |
| 10   | ともしび       |                                                                 |              | 石橋、志摩みずえ                    | ロシア民謡                 |
| 11   | 旅愁           | 犬童球渓（翻訳） 原曲：ジョン・P・オードウェイ (John P. Ordway) |              | 石橋                                |                            |
| 12   | 浜辺の歌       | 林古渓                                                          | 成田為三     | 石橋                                |                            |
| 13   | 七つの子       | 野口雨情                                                        | 本居長世     | 石橋                                |                            |
| 14   | 遠くへ行きたい | 永六輔                                                          | 中村八大     | 石橋                                |                            |
| 17   | ともしび       |                                                                 |              | 石橋                                | ロシア民謡                 |
| 20   | 俺ら炭鉱夫     | 横井弘                                                          | 鎌田俊与     | 石橋、浜田                          | 三橋美智也の曲             |
| 21   | 学生時代       | 平岡精二                                                        | 平岡精二     | テレビ画面内の 女性歌手（名前不詳） | ペギー葉山の曲             |
| 22   | 炭坑節         |                                                                 |              | 石橋、浜田                          |                            |
| 25   | お嫁にもらおう | 千家和也                                                        | 叶弦大       | 石橋                                | 石橋のシングル曲（6枚目）  |
| 26   | お嫁にもらおう | 千家和也                                                        | 叶弦大       | 石橋、右京千晶                      | 石橋のシングル曲（6枚目）  |

## 放送日程
参照宇宙船SPECIAL 1998, p. 136
| 放送日         | 話数       | サブタイトル                 | 登場メカ・怪獣 | 監督                                | 特技監督 | 視聴率 |
| -------------- | ---------- | ---------------------------- | --- | ----------------------------------- | -------- | ------ |
| 1972年 10月8日 | 第一話     | 朝風の密使                   | - バキュームロボット バキュミラー - 切断ロボット ジャイロゲス - 分身ロボット ダブルサタン - 火炎ロボット デビルタイガー - 巨人型ロボット軍団 | 田村正蔵 （監督補：外山徹、福原博） |          | 12.7%  |
| 10月15日       | 第二話     | 廃墟の白鳥                   | - 切断ロボット ジャイロゲス | 田村正蔵 （監督補：外山徹、福原博） | 13.3%    |        |
| 10月22日       | 第三話     | 戦士の微笑                   | - 分身ロボット ダブルサタン | 田村正蔵 （監督補：外山徹、福原博） | 14.8%    |        |
| 10月29日       | 第四話     | 弦太郎孤独（こどく）旅       | - 火炎ロボット デビルタイガー | 外山徹 （監督補：福原博）           | 14.5%    |        |
| 11月5日        | 第五話     | 秋風の中の決斗               | - 弾丸ロボット モンスターゾロ | 外山徹 （監督補：福原博）           | 16.1%    |        |
| 11月12日       | 第六話     | 戦士の子守唄                 | - 連射ロボット ブラックナイト - 爆弾ロボット ブロンズデーモン - ジェットロボット モンスターバード                                            | 田村正蔵 鈴木清                     | 14.7%    |        |
| 11月19日       | 第七話     | 大空を征くもの               | - ジェットロボット モンスターバード | 田村正蔵 鈴木清                     | 13.1%    |        |
| 11月26日       | 第八話     | 影の地帯                     | - 戦車ロボット シルバーライダー - ハンドミサイルロボット ゴールドファイアー                                                                  | ゆあさのりあき 鈴木清               | 12.9%    |        |
| 12月3日        | 第九話     | 弦太郎危機一髪！             | - ハンドミサイルロボット ゴールドファイアー                                                                                                  | 外山徹                              | 高野宏一 | 9.9%   |
| 12月10日       | 第十話     | 死者へのくちづけ             | - ハンドミサイルロボット ゴールドファイアー - 怪獣ロボット ザイラユニコン - 怪獣ロボット軍団                                                 | 福原博                              | 鈴木清   | 12.2%  |
| 12月17日       | 第十一話   | 東京は燃えている             | - 怪獣ロボット ザイラユニコン | 外山徹                              | 鈴木清   | 12.1%  |
| 12月24日       | 第十二話   | 東京非常事態宣言             | - 怪獣ロボット トンガザウルス | 外山徹                              | 鈴木清   | 8.7%   |
| 1973年 1月7日  | 第十三話   | 地下要塞攻撃命令             | - 怪獣ロボット トンガザウルス | 外山徹                              | 鈴木清   | 10.4%  |
| 1月14日        | 第十四話   | 脳波ロボットの秘密           | - 怪獣ロボット ジュラスドン | 枝川弘                              | 山本正孝 | 9.0%   |
| 1月21日        | 第十五話   | マラソン怪獣カプリゴン       | - 怪獣ロボット カプリゴン | 枝川弘                              | 山本正孝 | 8.5%   |
| 1月28日        | 第十六話   | トラギラスを倒せ！           | - 怪獣ロボット トラギラス | 福原博                              | 鈴木清   | 8.9%   |
| 2月4日         | 第十七話   | アイアンキング殺害命令       | - 怪獣ロボット ドジラ | 外山徹                              | 鈴木清   | 7.4%   |
| 2月11日        | 第十八話   | ロボット怪獣全滅作戦         | - 怪獣ロボット クマゴロス - 怪星人 タイタニアン                                                                                              | 外山徹                              | 山本正孝 | 8.5%   |
| 2月18日        | 第十九話   | 大虫人カブトロン出現         | - 宇虫怪獣 カブトロン | 福原博                              | 高野宏一 | 8.2%   |
| 2月25日        | 第二十話   | 宇虫人タイタニアンの逆襲     | - 宇虫怪獣 カブトロン | 福原博                              | 高野宏一 | 6.5%   |
| 3月4日         | 第二十一話 | カマギュラス殺人ガスを狙う！ | - 宇虫怪獣 カマギュラス | 外山徹                              | 山本正孝 | 8.0%   |
| 3月11日        | 第二十二話 | 恐怖のタイタニアン地獄       | - 宇虫怪獣 キリギロン | 外山徹                              | 山本正孝 | 6.2%   |
| 3月18日        | 第二十三話 | 女に化けた虫人               | - 宇虫怪獣 カンガロール | 田村正蔵                            | 外山徹   | 7.1%   |
| 3月25日        | 第二十四話 | 東京攻撃前線基地             | - 宇虫怪獣 ゴキブラー | 福原博                              | 山本正孝 | 5.5%   |
| 4月1日         | 第二十五話 | アイアンキング大ピンチ！     | - 宇虫怪獣 クリケットン | 外山徹                              | 鈴木清   | 5.4%   |
| 4月8日         | 第二十六話 | 東京大戦争                   | - 宇虫怪獣 クリケットン | 外山徹                              | 鈴木清   | 7.6%   |

1972年12月31日は『第14回輝く!日本レコード大賞』のため休止。

## 放送局
- TBS：日曜 19:00 - 19:30
- 北海道放送：日曜 19:00 - 19:30[49]
- 青森テレビ：日曜 19:00 - 19:30[50]
- 岩手放送：日曜 19:00 - 19:30[50]
- 秋田放送：土曜 17:50 - 18:20（1975年に放送）[51]
- 東北放送：日曜 19:00 - 19:30[50]
- 福島テレビ：日曜 19:00 - 19:30[50]
- 新潟放送：日曜 19:00 - 19:30[52]
- 信越放送：日曜 19:00 - 19:30[53]
- 北陸放送：日曜 19:00 - 19:30[54]
- 福井テレビ：火曜 18:00 - 18:30（1973年10月時点。遅れネット）[55]
- 中部日本放送：日曜 19:00 - 19:30[56]
- 朝日放送：日曜 19:00 - 19:30[57]
- 山陰放送：日曜 19:00 - 19:30[58]
- 山陽放送：日曜 19:00 - 19:30[59]
- 中国放送：日曜 19:00 - 19:30[59]
- テレビ高知：日曜 19:00 - 19:30[60]
- RKB毎日放送：日曜 19:00 - 19:30[61]
- 長崎放送：日曜 19:00 - 19:30[61]
- 熊本放送：日曜 19:00 - 19:30[61]
- 大分放送：日曜 19:00 - 19:30[62]
- 宮崎放送：日曜 19:00 - 19:30[63]
- 南日本放送：日曜 19:00 - 19:30[63]
- 琉球放送：日曜 19:00 - 19:30[64]

## 漫画
主に小学館の学年別学習雑誌にて連載。掲載誌は概ね『シルバー仮面』と同じだが、変身ブームの主要視聴者層が低年齢であることから別冊少年サンデーへの掲載は見送られた。
- 小学館BOOK - 1972年11月号-1973年2月号 作画：かたおか徹治[66][37]
- 幼稚園 - 作画：新宅よしみつ
- 小学一年生 - 1972年11月号-1973年5月号 作画：さいとうあきら、1973年1月増刊号 林ひさお
- 小学二年生 - 1972年11月号-1973年4月号 作画：かたおか徹治[37]
- 小学三年生 - 1972年11月号-1973年4月号 作画：時里信一
- 小学四年生 - 1972年11月号-1973年4月号 作画：こんどう雅人
- 小学五年生 - 1972年12月号-1973年4月号 作画：今道英治
- 小学六年生 - 1972年12月号-1973年4月号 作画：槻間八郎　※絵物語

## 映像ソフト化

### 日本
- 1990年12月1日に東宝よりLD-BOXが発売。このBOXのみ主役二人による新番組告知の挨拶映像が収録されている。
- 1998年12月18日に全話収録のLD-BOXがビームエンタテインメントより発売された[67]。
- 1999年12月18日に発売トランスワールドエンタテインメント・発売協力ニューライン・販売ビームエンタテインメントより全9巻のVHSが単巻およびボックスで発売された[68]。
- 2001年3月25日に発売トランスワールドエンタテインメント・発売協力ニューライン・販売ビームエンタテインメントよりDVD-BOXが発売[69][70]。同日より5月25日まで2巻ずつ単巻も発売された[69][70]。全7巻[69][70]。
- 2006年4月5日にジェネオン エンタテインメントよりDVD-BOXが発売。バラ･キズ･スクラッチ等の補修が施されているのはこのBOXのみ。
- 2011年6月24日にハミングより単巻DVDが発売。全6巻。デジタルウルトラシリーズを手掛けたデジタルウルトラプロジェクトの監修によるリマスターが行なわれている。
- 2013年12月25日から2014年1月24日にかけてハミングより単巻Blu-rayが発売された[71]。全6巻。
- 2020年10月30日にベストフィールドより『甦るヒーローライブラリー』シリーズ第35集としてBlu-rayで発売。2枚組。初のピュアHD化により作成したリマスターが使用されている[72]。全1巻。(この「ピュアHD」については補足事項があるので、#その他も参照されたい)

### 北米
- 2007年11月6日にアメリカのBCI Eclipse社から「Iron King: The Complete Series」（全6枚）が発売された。その後、同社の業務停止により廃盤となったが、販売権を受け継いだMill Creek Ent.から2010年3月9日に廉価盤（全4枚）が発売された。

## その他
- 1985年 - 1986年に再放送を行ったテレビ埼玉の『特撮アワー』では、放送が第25話「アイアンキング大ピンチ!」で打ち切られ、最終回の第26話「東京大戦争」が未放送となったまま次番組『星雲仮面マシンマン』に移行した。「アイアンキング大ピンチ!」はアイアンキングがタイタニアンに憑依（劇中ではボディジャックと呼称されている）されて町を破壊し続けるシーンで終わるエピソードである。そのため、結果として「ウルトラシリーズで、ウルトラマンが町を破壊して終わる作品がある」という誤謬が視聴者を通じて都市伝説まがいの形で広まっていた[73]。この件について、岡田斗司夫はTV bros連載のコラム『オタクの迷い道』第55回において、「オタク界に伝わる怖い話」として「池田憲章が最終回のオリジナル16mmフィルムを借りっぱなしで返却を忘れていたのが原因で放映がキャンセルになった」という旨の説を書いていた[要文献特定詳細情報]。
- 福岡地区水道企業団では、ヒーローが水をエネルギー源とする特性に着目し、節水や水源保全を啓発する広告媒体に50周年記念事業名誉おうえん隊長としてアイアンキングを起用している[74]。2023年8月26日には福岡市の天神地下街において、スーツが新規製作されたアイアンキングのお披露目撮影会が行われた[75]。
- #映像ソフト化に記載したベストフィールド版BDに「ピュアHD」という表現があるが、出典先のサイトにも記載されているとおり、リリースされた2020年の頃は第4話･5話･6話の原版(マスター)ネガフィルムが行方不明となっていたので、これらの話については現存するテープ素材をマスターとしている。
  - 2025年7月宣弘社の社屋に、どこの誰かは知らない人物が置いたと思われる当該の第4話･5話･6話および第5話･6話･7話の次回予告が含まれたフィルム原版が同社々員によって発見。フィルムを調査したところ経年劣化はあれども、全て本物のフィルムであり視聴に足る状態であった事が同社のSNSアカウントを通して発表され[76]、本作のマスターフィルム素材は再び宣弘社が直接管理出来る状態になった。これにより今後、本当の意味で「ピュアHD」で全収録された映像ソフトのリリースも可能となった。(実際に登場するかは未定)